# 菊井風見子
菊井 風見子（きくい ふみこ、3月2日 - ）は、日本の漫画家。神奈川県出身。血液型はO型。2004年、『愛をケータイしてますか?』でなかよし新人まんが賞佳作を受賞し、『なかよしラブリー』秋の号でデビュー。同期はとぐさ壱耶・ハタノヒヨコ。

## 作品リスト
- 愛をケータイしてますか?（デビュー作）
- わらって盆ジュール!
- となりのネズミくん
- きみの空色
- ななしのネコメール
- ラブリー・ファミリー(続編1話)
- てのり＠あいつ.jp
- 海鈴のジャンヌ-TSURUHIME-(全４回)(原作：阿久根治子「つる姫」福音館書店)

| スタブアイコン | サブスタブ | この項目は、まだ閲覧者の調べものの参照としては役立たない、漫画家・漫画原作者に関連した書きかけの項目です。この項目を加筆・訂正などしてくださる協力者を求めています（P:漫画/PJ:漫画家）。 |